# Maurice Prévost
Lucien Maurice Prévost (Reims, 22 de setembro de 1887 – Neuilly-sur-Seine, 27 de novembro de 1952) foi um piloto francês, que ocupou o cargo de piloto chefe da Société de Production des Aéroplanes Deperdussin.

## Histórico
Maurice Prévost estudou na École pratique de commerce et d'industrie em Reims, e em novembro de 1910 entrou para a École d'aviation Deperdussin, em Bétheny, onde obteve o brevê civil Nº 475 em 29 de abril de 1911, e seu brevê de piloto militar Nº 38 em 26 de agosto de 1911, tornando-se em seguida, piloto de testes da Deperdussin.
Prévost se casou em Reims em 1921 com Jeanne Catherine Françoise Mulaton (1881-1956). Ele foi enterrado no Cimetière du Sud à Reims, onde se pode ver um busto esculpido por Léon Chavalliaud.

## Realizações
Essas são as principais realizações de Maurice Prévost na aviação:
- Em 9 de setembro de 1911, ele participou da "Copa Michelin" em Reims, completando o percurso Courcy-Somme-Vesle, de 830 km em 8h 15.[3]
- Em 13 de novembro de 1911, ele participou em competições militares de Reims, classificando-se em terceiro na geral,[4] batendo todos os concorrentes no quesito altitude com um monoplano da Deperdussin com motor Gnome de 100 hp desenvolvendo à velocidade de 89 km/h.
- Em 2 de dezembro de 1911, na "base aérea 112 de Reims-Champagne", ele subiu a 3 200 m em 55 minutos, quebrando o recorde mundial de altitude com passageiro.
- Em 21 de julho de 1912, ele participou do encontro aéreo de Juvisy, e em setembro do décimo encontro aéreo de Chicago.
- Em 16 de abril de 1913, ele ganhou a primeira edição da Copa Schneider em Mônaco à velocidade média de 72 km/h.
- Em 29 de setembro de 1913, na Grande Semaine d'Aviation de la Champagne, ele ganhou a Copa Gordon Bennett, com o recorde mundial de velocidade a 200 km/h num circuito de 200 km, com um Deperdussin Monocoque com motor Gnome de 160 hp.[5]
- Em 1917 ele passou a atuar como inspetor militar, sendo responsável por fiscalizar se os aviões recebidos estavam dentro das especificações técnicas.[6]

## Condecorações
- Chevalier de la Légion d'honneur, il fut promu officier en décembre 1948.
- Médaille de l'Académie des Sports[7]